# Metoděj Habáň
Metoděj Habáň, křtěný Petr (11. září 1899 Huštěnovice – 27. června 1984 Brno), byl český katolický kněz, dominikán, filozof, spisovatel.

## Život
Byl vysvěcen na kněze v roce 1924, založil čtvrtletník Filosofická revue, publikoval v revui Na hlubinu, Výhledy, Akord atd. V roce 1934 založil letní vzdělávací setkání Akademické týdny. V roce 1948 byl administrátorem farnosti Ústí nad Labem, profesor a spirituál v litoměřickém semináři, profesor na ústeckém gymnáziu. Po roce 1948 byl vězněn 2 roky. Po návratu z výkonu trestu na Borech a na Pankráci, v říjnu 1949 působil na faře v Úštěku u Litoměřic. Znovu zatčen v roce 1951 a odsouzen 20. října 1952 na 4 roky. Po propuštění pracoval v civilním zaměstnání v Jihlavě. Od roku 1957 působil v duchovní správě při poutním kostele Panny Marie v Chlumu sv. Máří na Sokolovsku. V roce 1972 mu byl odňat státní souhlas. Zemřel 27. června 1984 a je pohřben v Olomouci.

## Z díla
- Náboženství a vědecké myšlení, Akord 1934
- Po cestách mystiků (spolupřekladatel), 1935
- Psychologie, 1936
- Sexuální problém, Akord 1938
- T. Akvinský: Summa theologická (spolupřekladatel), 1937-1940
- Přirozená ethika, 1944, 1991
- Filosofická anthropologie, Řím 1981